# Pablo Alberto Carnero Llauger
Pablo Alberto Carnero Llauger (Vigo, Pontevedra, España, 3 de enero de 1988), conocido simplemente como Pablo Carnero, es un futbolista español. Juega en el Rápido de Bouzas. Es hijo del entrenador de fútbol Félix Carnero.

## Carrera
Formado en las categorías inferiores del Real Club Celta de Vigo, en 2007 ficha por el Real Madrid Club de Fútbol.
En 2013 firma por el Pontevedra Club de Fútbol, con el que asciende a Segunda División B en 2015. En 2016 firma por el Rápido de Bouzas, con el que asciende a Segunda División B en 2017.

## Estadísticas
| Club             | Categoría          | País   | Año       | Partidos | Goles |
| ---------------- | ------------------ | ------ | --------- | -------- | ----- |
| Real Madrid CF C | Tercera División   | España | 2007-2008 | 20       | 2     |
| Real Madrid CF C | Tercera División   | España | 2008-2009 | 33       | 10    |
| Real Madrid CF C | Tercera División   | España | 2009-2010 | 20       | 1     |
| Real Oviedo B    | Tercera División   | España | 2010-2011 | 25       | 12    |
| Real Oviedo      | Segunda División B | España | 2010-2011 | 4        | 1     |
| Marino de Luanco | Segunda División B | España | 2011-2012 | 23       | 3     |
| Rápido de Bouzas | Tercera División   | España | 2012-2013 | 33       | 6     |
| Pontevedra CF    | Tercera División   | España | 2013-2014 | 38       | 18    |
| Pontevedra CF    | Tercera División   | España | 2014-2015 | 39       | 20    |
| Pontevedra CF    | Segunda División B | España | 2015-2016 | 20       | 3     |
| Rápido de Bouzas | Tercera División   | España | 2016-2017 |          |       |

- Datos: Q23034805